# Néoules
 Néoules  es una población y comuna francesa, que se encuentra en la región de Provenza-Alpes-Costa Azul, departamento de Var, en el distrito de Brignoles y cantón de La Roquebrussanne.

## Demografía
| 304 | 439 | 372 | 619 | 1110 | 1617 |
| Para los censos de 1962 a 1999 la población legal corresponde a la población sin duplicidades (Fuente: INSEE [Consultar]) |     |     |     |      |      |